# AZS Kolegium Karkonoskie Jelenia Góra
Klub Uczelniany AZS Kolegium Karkonoskie Jelenia Góra gra teraz w ekstraklasie koszykówki kobiet.

## Historia
Klub funkcjonuje od 2000 roku. Został on założony przez Eugeniusza Srokę, który trenował z byłymi zawodniczkami MKS MDK Karkonosze, w którym została zlikwidowana drużyna seniorek, były to: Monika Krawczyszyn, Magda Nowak, Małgorzata Cielemęcka, Joanna Ogórek, Katarzyna Smajda, Monika Rahman, Katarzyna Kurczyn, Iweta Czech i Marta Klementowska. W AZS Kolegium Karkonoskim Jelenia góra została też założona drużyna juniorek, w której na początku jej istnienia grały m.in.: Małgorzata Babicka, Anna Lara, Żaneta Sojka i Dorota Wójcik. Wyniki w pierwszym sezonie (1999/2000): seniorki zajęły 2. miejsce w makroregionie awansując do półfinałów o 1 ligę, a kadetki 5.

## Kadra

### Zawodniczki
Wszystkie zawodniczki posiadają polskie obywatelstwo
| Nr | Zawodniczka         | Urodzona   | Wzrost | Pozycja |
| -- | ------------------- | ---------- | ------ | ------- |
| 8  | Beata Andrzejczak   | 1988-01-31 | 170    | SG      |
| 14 | Dorota Arodź        | 1984-08-09 | 176    | SF      |
| 16 | Agnieszka Balsam    | 1988-01-10 | 188    | PF      |
| 19 | Joanna Dłutowska    | 1987-08-22 | 172    | SG      |
| 9  | Magdalena Gawrońska | 1983-12-09 | 168    | PG/SG   |
| 15 | Marzena Kowalczyk   | 1990-01-14 | 182    | PF      |
| 7  | Agnieszka Kret      | 1988-04-30 | 183    | PF/SF   |
| 11 | Anna Lara           | 1985-06-16 | 175    | SG      |
| 4  | Natalia Małaszewska | 1984-12-05 | 177    | PG      |
| 20 | Marta Misztal       | 1985-04-24 | 171    | PG      |
| 12 | Joanna Pawlukiewicz | 1991-02-16 | 182    | C       |
| 5  | Magdalena Sawicka   | 1991-06-08 | 173    | SF      |
| 17 | Żaneta Sojka        | 1985-03-07 | 163    | SG      |
| 6  | Dorota Wójcik       | 1986-07-30 | 192    | C       |

### Sztab szkoleniowy
Krzysztof Szewczyk - trener

Tomasz Winnicki - masażysta (odnowa biologiczna) 

Tomasz Jutka - obsługa techniczna

Paweł Studniarek - lekarz klubowy
Prezes zarządu: 
 
Andrzej Błachno